# MRFE
En chimie et géochimie, MRFE est le sigle anglais pour désigner les éléments dont les ions ont un rayon médian et une charge médiane (Medium Field Strength Elements). Ils regroupent Al Si Fe Ca Mg Cu Zn Co Cr Ni.